# 증거인멸죄
증거인멸죄(證據湮滅罪)는 타인의 형사사건 또는 징계사건에 관한 증거를 인멸·은닉·위조 또는 변조하거나 위조 또는 변조한 증거를 사용하는 죄 및 타인의 형사사건 또는 징계사건에 관한 증인을 은닉 또는 도피하게 하는 죄. 5년 이하의 징역 또는 700만원 이하의 벌금에 처한다. 피고인·피의자 또는 징계 혐의자를 모해할 목적이 있는 때에는 10년 이하의 징역으로 가중하여 처벌한다.

## 타인의 의미
'타인'이란 자기 이외의 자이다. 그런데 자기의 사건에 관한 증거라도 동시에 타인의 사건에 관한 증거인 때에는 본죄의 객체가 된다.

## 해당 사건
'형사사건 또는 징계사건'에 관한 것이므로 민사사건 또는 행정사건에서의 증거를 인멸하는 것은 포함하지 않는다.

## 증거의 의미
'증거'란 어떤 사실을 인정하는 데에 사용되는 자료를 말하며 피고인·피의자 또는 징계혐의자에게 불이익한 것이든 이익되는 것이든을 불문한다.

## 증인의 의미
'증인'에는 소송법상의 증인뿐 아니라 수사기관에서 조사하는 참고인도 포함된다.

## 인멸의 의미
'인멸'은 물질적 멸실(物質的滅失)뿐 아니라 그 가치를 멸실·감소시키는 행위도 포함한다.

## 타인교사
타인을 교사하여 자기의 사건에 관한 증거를 인멸시키는 경우에 본죄의 교사죄(敎唆罪)가 성립하는가에 관하여 '적극설'과 '소극설'이 있는바 공범에 있어서는 자타(自他)의 이익이 공통된다고 볼 수 있으므로 소극설이 타당하다. 판례는 "자기의 형사사건에 관한 증거를 인멸하기 위하여 타인을 교사하여 죄를 험하게 한 자에 대하여도 증거인멸죄의 교사범의 죄책을 부담케 함이 상당할 것이다"라고 판시하였다.

## 사례
- 이달 초 ‘보안지침’을 내려보내 관련 자료를 모두 폐기하는 등 삼성이 특검 수사에 대비해 조직적이고 광범위하게 증거인멸을 한 정황이 드러나면서 관련자의 증거인멸죄 처벌 문제가 불거지고 있다.[6]
- 어느 날 횡령험의로 경찰서에서 구속수시 받고 있던 甲은 자신의 처 乙에게 횡령관련 서류를 감추라고 하면서, 동시에 같은 회사에 다니는 丙이 횡령의 진범이라는 내용으로 익명의 투서를 검찰청에 보내도록 하였다. 이에 乙은 남편의 지시대로 하였다. 이 경우 乙은 증거인멸 행위를 하였지만 친족 간의 범행에 관한 특칙으로 인하여 처벌받지 않는다[7]

## 친족상도례
친족·호주 또는 동거의 가족이 본인을 위하여 본죄를 범한 때에는 처벌하지 아니한다.

## 판례
- 증거은닉죄는 타인의 형사사건이나 징계사건에 관한 증거를 은닉할 때 성립 하고 자신의 형사사건에 관한 증거은닉 행위는 형사소송에 있어서 피고인의 방어권을 인정하는 취지와 상충하여 처벌의 대상이 되지 아니하므로 자신의 형사사건에 관한 증거은닉을 위하여 타인에게 도움을 요청하는 행위 역시 원칙적으로 처벌되지 아니하나, 다만 그것이 방어권의 남용이라고 볼 수 있을 때는 증거은닉교사죄로 처벌할 수 있다[9].
- 증거은닉죄는 타인의 형사사건이나 징계사건에 관한 증거를 은닉할 때 성립하고 자신의 형사사건에 관한 증거은닉 행위는 형사소송에 있어서 피고인의 방어권을 인정하는 취지와 상충하여 처벌의 대상이 되지 아니하므로 자신의 형사사건에 관한 증거은닉을 위하여 타인에게 도움을 요청하는 행위 역시 원칙적으로 처벌되지 아니하나, 다만 그것이 방어권의 남용이라고 볼 수 있을 때는 증거은닉교사죄로 처벌할 수 있다. 방어권 남용이라고 볼 수 있는지 여부는, 증거를 은닉하게 하는 것이라고 지목된 행위의 태양과 내용, 범인과 행위자의 관계, 행위 당시의 구체적인 상황, 형사사법작용에 영향을 미칠 수 있는 위험성의 정도 등을 종합하여 판단하여야 한다[10]
- 피고인 자신이 직접 형사처분이나 징계처분을 받게 될 것을 두려워한 나머지 자기의 이 익을 위하여 증인이 될 사람을 도피하게 하였다면, 그 행위가 동시에 다른 공범자의 형사 사건이나 징계사건에 관한 증인을 도피하게 한 결과가 된다고 하더라도 이를 증인도피죄로 처벌할 수 없다.[11]
- 증거인멸죄는 타인의 형사사건 또는 징계사건에 관한 증거를 인멸하는 경우에 성립하는 것으로서, 피고인 자신이 직접 형사처분이나 징계처분을 받게 될 것을 두려워한 나머지 자기의 이익을 위하여 그 증거가 될 자료를 인멸하였다면, 그 행위가 동시에 다른 공범자의 형사사건이나 징계사건에 관한 증거를 인멸한 결과가 된다고 하더라도 이를 증거인멸죄로 다스릴 수 없다[12]
- 경찰관이 직무와 관련하여 증거물로 압수한 오락기의 변조기판을 범죄 혐의의 입증에 사용하기 위한 적절한조치를 취하지 않고 피압수자에게 돌려준 경우, 작위범인 증거인멸죄만이 성립하고 부작위범인 직무유기(거부)죄는 따로 성립하지 아니한다.[13]
- 피고인이 자기의 형사사건에 관하여 허위의 진술을 하는 행위는 피고인의 형사소송에 있어서의 방어권을 인정하는 취지에서 처벌의 대상이 되지 않으나, 법률에 의하여 선서한 증인이 타인의 형사사건에 관하여 위증을 하면 형법 제152조 제1항의 위증죄가 성립되므로 자기의 형사사건에 관하여 타인을 교사하여 위증죄를 범하게 하는 것은 이러한 방어권을 남용하는 것이라고 할 것이어서 교사범의 죄책을 부담케 함이 상당하다[14].
- 가처분사건이 변론절차에 의하여 진행될 때에는 제3자를 증인으로 선서하게 하고 증언을 하게 할 수 있으나 심문절차에 의할 경우에는 법률상 명문의 규정도 없고, 또 구 민사소송법2002. 1. 26. 법률 제6626호로 전문 개정되기 전의 것의 증인신문에 관한 규정이 준용되지도 아니하므로 선서를 하게 하고 증언을 시킬 수 없다고 할 것이고, 따라서 제3자가 심문절차로 진행되는 가처분 신청사건에서 증인으로 출석하여 선서를 하고 진술함에 있어서 허위의 공술을 하였다고 하더라도 그 선서는 법률상 근거가 없어 무효라고 할 것이므로 위증죄는 성립하지 않는다[15].

### 증인도피죄
- 증인도피죄는 타인의 형사사건 또는 징계사건에 관한 증인을 은닉, 도피하게 한 경우에 성립하는 것으로서, 피고인 자신이 직접 형사처분이나 징계처분을 받게 될 것을 두려워한 나머지 자기의 이익을 위하여 증인이 될 사람을 도피하게 하였다면 그 행위가 동시에 다른 공범자의 형사사건이나 징계사건에 관한 증인을 도피하게 한 결과가 된다고 하여도 증인도피죄로 처벌할 수 없다[16].

### 허위진술여부
- 위증죄에 있어 허위진술 여부는 당해 신문절차에 있어서의 증언 전체를 일체로 파악하여 판단하여야 하고, 증언의 의미가 불분명하거나 다의적으로 이해될 수 있는 경우 제반사정을 종합하여 당해 증언의 의미를 명확히 한 다음 허위성을 판단하여야 한다[17].
- 위증죄에 있어 당해 사실에 관하여 기억에 반하는 허위의 진술을 한 것으로 인정되기만 한다면 법원은 공소장변경의 절차 없이 공소장기재의 전제사실과 다른 전제사실을 인정하여 유죄판결을 할 수 있다[18].

### 죄수
- 선서한 증인이 같은 기일에 여러 가지 사실에 관하여 기억에 반하는 허위의 진술을 한 경우 포괄하여 1개의 위증죄를 구성한다[19].
- 민사소송의 당사자인 법인의 대표자가 선서하고 증언한 경우 위증죄의 주체가 될 수 없다[20].
- 위증죄는 선서한 증인이 자기의 기억에 반하는 사실을 진술함으로써 성립하는 것이므로 증언이 객관적 사실과 부합하지 않는다는 사실만으로 위증죄가 성립하지 않는다[21].
- 증인의 의견 내지 판단의 진술은 위증죄에 있어서의 허위의 공술에 해당하지 아니한다[22].
- 경험사실에 기초한 주관적 평가나 법률적 효력에 관한 견해를 부연한 부분에 다소의 오류가 있는 경우에도 위증죄가 성립하지 아니한다[23].
- 심문절차로 진행되는 소송비용확정신청사건에서 증인으로 선서를 하고 허위의 공술을 한 경우 그 선서는 법률상 무효이므로 위증죄가 성립하지 아니한다[24].
- 위증죄와 모해위증죄가 형법 제33조 단서 소정의 '신분관계로 인하여 형의 경중이 있는 경우'에 해당하고, 모해할 목적으로 위증을 교사하였다면 그 정범에게 모해의 목적이 없다 하더라도 모해위증교사죄가 성립한다[25].
- 형법 제152조 제2항의 모해위증죄에 있어서 ‘모해할 목적’이란 피고인·피의자 또는 징계혐의자를 불리하게 할 목적을 말하고, 허위진술의 대상이 되는 사실에는 공소 범죄사실을 직접, 간접적으로 뒷받침하는 사실은 물론 이와 밀접한 관련이 있는 것으로서 만일 그것이 사실로 받아들여진다면 피고인이 불리한 상황에 처하게 되는 사실도 포함되고, 이러한 모해의 목적은 허위의 진술을 함으로써 피고인에게 불리하게 될 것이라는 인식이 있으면 충분하고 그 결과의 발생까지 희망할 필요는 없다[26].
- 허위의 진술을 신문종료 전에 철회 시정한 경우 위증죄가 성립하지 아니한다[27].
- 증인이 무엇인가 착오에 빠져 기억에 반한다는 인식 없이 증언하였음이 밝혀진 경우 위증의 범의가 없다[28].
- 타인으로부터 전해들은 금품의 전달사실을 마치 자신이 전달한 것처럼 진술한 경우 위증죄가 성립한다[29].
- 증언이 당해 사건의 요증사실에 관한 것인지 또는 판결에 영향을 미친 것인지 여부는 위증죄의 성립과 아무런 관계가 없다[30].
- 수사기록에 기재된 진술내용이 상위없다는 증언이 있을 경우 수사기록에 기재된 내용 중 증인의 기억에 반하는 부분이 있다고 하여도 그 특정 기재내용을 상위없다고 하는 진술 자체가 위증이 될 수 있음은 별론으로 하고 위증죄가 성립될 수 없다[31].
- 매매확인서의 발급경위와 취지 및 그 내용에 관한 허위진술은 위증죄가 성립된다[32].
- 증언거부권이 있는 증인이 증언거부권을 포기하고 선서후 자기의 범죄사실을 은폐하기 위하여 허위의 진술을 하였다면 위증죄가 성립한다[33].
- 증인이 자신의 기억에 반하는 진술을 하였다면 객관적 사실에 합치할 경우에도 위증죄가 성립한다[34].
- 증언내용 사실을 잘 알지 못하면서도 잘 아는 것처럼 증언한 경우 위증죄가 성립한다[35].
- 신문취지의 오해 내지 착각에 따른 진술은 위증죄가 성립하지 아니한다[36].
- 증인이 직접 지득하지 아니한 사실을 법률적 표현을 빌어 진술한 경우 위증죄가 성립한다[37].
- 어떠한 사실을 '안다'라는 증언은 직접 경험하거나 타인의 경험한 바를 전해들어 알게 된 사실을 진술하는 것이므로 알게 된 경위가 어떤 것인지를 가려내어 기억에 반하는지의 여부를 판단하여야 할 것이다[38].
- 들어서 알게 된 사실을 목격하여 알게 된 것처럼 진술한 경우 위증죄가 성립한다[39].
- 잘 모르는 사실을 단정하여 증언한 경우 위증죄가 성립한다[40].
- 중간계주를 통하여 간접적으로 계에 관여된 자에 관하여 원계주가 계원이 아니라고 한 진술은 허위공술이라 할 수 없다[41].
- 증언의 전취지에 비추어 원고대리인 신문시 한 증언을 피고대리인과 재판장 신문시 취소한 것으로 인정되는 경우 앞의 증언부분만 따로 떼어 위증이라고 볼 수 없다[42].
- 8,9년 전에 취급한 사무에 관한 '모른다'는 증언은 당시 취급한 문서에 그렇게 되어 있어도 그 자세한 경위를 알지 못하던가 기억하지 못하고 있다는 취지로 해석하여야 할 것이므로 허위진술이라 할 수 없다[43].
- 타인의 일에 대하여 정확한 날자를 기억한다는 것은 경험측상 어려우므로 실제 계약체결일과 불과 2일 차이 나게 한 증언을 허위의 공술이라 할 수 없다[44].
- 공동피고이던 자가 의제자백으로 인해 분리된 경우 공동피고관계가 해소되어 타인 사이의 사건이 되고 타피고사건에서 한 허위증언은 위증죄가 성립한다[45].
- 효력이 없는 종중의 이사회 및 임원회의 결의 내용에 상반하는 진술은 동 결의가 종중규약에 위반하여 효력이 없는 것이라 하더라도 위증죄가 성립한다[46].
- 증언의 내용인 사실의 전체적 취지가 객관적 사실에 일치하고 그것이 기억에 반하는 공술이 아니라면 그 사실을 구성하는 일부 사소한 부분에 다른 점이 있어도 그것만으로 위증죄의 성립이 인정될 수 없다[47].
- 상세한 증인신문사항에 대하여 증인이 이를 파악하지 못하거나 기억하지 못함에도 단순히 긍정적 답변을 한 경우에 위증죄가 성립한다[48].
- 피교사자에게 위증죄가 성립하지 아니하는 한 교사자인 피고인에게도 위증교사죄가 성립되지 아니한다[49].
- 형법 제153조 소정의 자백은 법령상 제한이 없으므로 그가 공술한 사건을 다루는 기관은 물론 위증사건을 다루는 법원이나 수사기관의 심문에서의 고백이나 자백도 포함된다[50].
- 감정인이 감정사항의 일부를 타인에게 의뢰하여 그 감정 결과를 감정인 명의로 법원에 제출한 경우, 그 타인은 감정인의 업무보조자에 불과하고 제반사정에 비추어 보아 감정인에게 허위성의 인식이 있었다면 허위감정죄가 성립한다[51].
- 경찰서 방범과장이 부하직원으로부터 음반·비디오물 및 게임물에 관한 법률 위반 혐의로 오락실을 단속하여 증거물로 오락기의 변조 기판을 압수하여 사무실에 보관중임을 보고받아 알고 있었음에도 그 직무상의 의무에 따라 위 압수물을 수사계에 인계하고 검찰에 송치하여 범죄 혐의의 입증에 사용하도록 하는 등의 적절한 조치를 취하지 않고, 오히려 부하직원에게 위와 같이 압수한 변조 기판을 돌려주라고 지시하여 오락실 업주에게 이를 돌려준 경우 직무위배의 위법상태가 증거인멸행위 속에 포함되어 있는 것으로 보아야 할 것이므로, 작위범인 증거인멸죄만이 성립하고 부작위범인 직무유기(거부)죄는 따로 성립하지 아니한다[52].
- 자기의 형사사건에 관한 증거를 인멸하기 위하여 타인을 교사하여 죄를 범하게 한 경우 증거인멸교사죄가 성립한다[5].
- 자기의 타인의 형사사건 또는 징계사건에 관한 증거를 위조한 경우에 성립하는 형법 제155조 제1항의 증거위조죄에서 ‘증거’라 함은 타인의 형사사건 또는 징계사건에 관하여 수사기관이나 법원 또는 징계기관이 국가의 형벌권 또는 징계권의 유무를 확인하는 데 관계있다고 인정되는 일체의 자료를 의미하고, 타인에게 유리한 것이건 불리한 것이건 가리지 아니하며 또 증거가치의 유무 및 정도를 불문하는 것이고, 여기서의 ‘위조’란 문서에 관한 죄에 있어서의 위조 개념과는 달리 새로운 증거의 창조를 의미하는 것이므로 존재하지 아니한 증거를 이전부터 존재하고 있는 것처럼 작출하는 행위도 증거위조에 해당하며, 증거가 문서의 형식을 갖는 경우 증거위조죄에 있어서의 증거에 해당하는지 여부가 그 작성권한의 유무나 내용의 진실성에 좌우되는 것은 아니라 할 것이므로, 타인의 형사사건과 관련하여 수사기관이나 법원에 제출하거나 현출되게 할 의도로 법률행위 당시에는 존재하지 아니하였던 처분문서, 즉 그 외형 및 내용상 법률행위가 그 문서 자체에 의하여 이루어진 것과 같은 외관을 가지는 문서를 사후에 그 작성일을 소급하여 작성하는 것은, 가사 그 작성자에게 해당 문서의 작성권한이 있고, 또 그와 같은 법률행위가 당시에 존재하였다거나 그 법률행위의 내용이 위 문서에 기재된 것과 큰 차이가 없다 하여도 증거위조죄의 구성요건을 충족시키는 것이라고 보아야 하고, 비록 그 내용이 진실하다 하여도 국가의 형사사법기능에 대한 위험이 있다는 점은 부인할 수 없다[4].
- 형법 제155조 제1항에서 증거를 위조한다 함은 증거 자체를 위조함을 말하는 것이므로 선서무능력자로서 사고현장을 목격한 일이 없는 사람에게 현장을 목격한 것처럼 허위의 진술을 하게 하는 것은 이에 해당하지 아니한다[53].
- 형법 제155조 제1항은 ‘타인의 형사사건 또는 징계사건에 관한 증거를 인멸, 은닉, 위조 또는 변조하거나 위조 또는 변조한 증거를 사용한 자’를 처벌한다고 규정하고 있는바, 증거인멸 등 죄는 위증죄와 마찬가지로 국가의 형사사법작용 내지 징계작용을 그 보호법익으로 하므로, 위 법조문에서 말하는 ‘징계사건’이란 국가의 징계사건에 한정되고 사인[54]. 간의 징계사건은 포함되지 않는다[55].
- 피고인 자신을 위한 증거인멸행위가 동시에 피고인의 공범자 아닌 자의 증거를 인멸한 결과가 되는 경우 증거인멸죄가 성립하지 아니한다[56].

### 참고인의 허위진술
- 참고인이 수사기관에서 허위 진술하는 것은 형법 제155조 제1항의 증거위조에해당하지 아니한다[57].

### 타인의 형사사건 또는 징계사건의 의미
- 증거은닉죄의 구성요건인 '타인의 형사사건 또는 징계사건'에는 장차 형사 또는 징계사건이 될 수 있는 것까지를 포함한다[58].
- 형법상의 증거인멸 행위는 증거의 현출방해는 물론 그 효력을 멸실 감소시키는 일체의 행위를 지칭하는 것이다[59].

## 같이 보기
- 사체유기죄
- 증거
- 대한민국 형법 제155조 증거인멸죄